# Physomerus
Physomerus is een geslacht van kevers uit de familie van de loopkevers (Carabidae). De wetenschappelijke naam van het geslacht is voor het eerst geldig gepubliceerd in 1883 door Chaudoir in Oberthür.

## Soorten
Het geslacht Physomerus omvat de volgende soorten:
- Physomerus cordicollis Chaudoir in Oberthur, 1883
- Physomerus tuberculatus Chaudoir in Oberthur, 1883